# Рожекур
Рожеку́р (фр. Rogécourt) — коммуна во Франции, находится в регионе Пикардия. Департамент коммуны — Эна. Входит в состав кантона Тернье. Округ коммуны — Лан.
Код INSEE коммуны — 02651.

## Население
Население коммуны на 2010 год составляло 86 человек.
| 1962 | 1968 | 1975 | 1982 | 1990 | 1999 | 2010 |
| ---- | ---- | ---- | ---- | ---- | ---- | ---- |
| 84   | 89   | 79   | 78   | 91   | 92   | 86   |

## Экономика
В 2010 году среди 57 человек трудоспособного возраста (15—64 лет) 39 были экономически активными, 18 — неактивными (показатель активности — 68,4 %, в 1999 году было 72,9 %). Из 39 активных жителей работали 36 человек (19 мужчин и 17 женщин), безработных было 3 (2 мужчин и 1 женщина). Среди 18 неактивных 3 человека были учениками или студентами, 12 — пенсионерами, 3 были неактивными по другим причинам.